# جيمس وادزورث
جيمس وادزورث (بالإنجليزية: James Wadsworth)‏ هو قاضي وسياسي أمريكي، ولد في 8 يوليو 1730، وتوفي في 22 سبتمبر 1816.